# Donau-Oder-Kanal
Der Donau-Oder-Kanal, auch Oder-Donau-Kanal genannt (poln. Kanał Odra-Dunaj), ist eine projektierte künstliche Wasserstraße von der Lobau in Wien (⊙) über die March durch Mähren bis an die Oder bei Cosel (Koźle, ⊙) in Oberschlesien, die nicht vollendet wurde. Das Vorhaben ist Teil der europäischen Wasserstraße E 30, die die Ostsee mit der Donau und dem Schwarzen Meer verbinden soll.

## Geschichte
Schon Kaiser Karl IV. hatte im 14. Jahrhundert die Vision einer schiffbaren Verbindung zwischen den Flüssen Oder und Donau. Weitere Gedanken zur Errichtung dieser Binnenwasserstraße stammen aus dem 19. Jahrhundert.
Im Jahre 1903 hatte die österreichische Regierung einen Wettbewerb für ein Schiffshebewerk von 35,9 Metern Höhe bei Prerau ausgeschrieben, auf den 204 Entwürfe eingingen.
Während der Zeit des Nationalsozialismus wurden die Pläne für den Kanal wieder aufgenommen, und es entstand ein Projekt einer Wasserstraße von 320 Kilometern Länge, die ihren Anfang an der Oder bei Cosel (Koźle) haben und in Wien enden sollte und einen Höhenunterschied von 124 Metern überwinden müsste.
Am 8. Dezember 1939 wurde der damals so genannte Adolf-Hitler-Kanal, der heutige Gleiwitzer Kanal, durch Rudolf Heß eingeweiht. Gleichzeitig führte er den ersten Spatenstich für den weiterführenden Oder-Donau-Kanal aus. Die Arbeiten am Kanal auf oberschlesischer Seite wurden 1940 wieder eingestellt.
Von dem in Österreich geplanten etwa 40 Kilometer langen Verlauf von Wien bis Angern an der March wurden bis zum Jahr 1940 nur wenige Kilometer in der Lobau und bei Groß-Enzersdorf nordöstlich von Wien realisiert. Konkret sind dies vier kurze Teilstücke (bezeichnet mit DOK I–IV). Der erste Teil des Donau-Oder-Kanals (I) ist noch am nordöstlichen Ufer des Tankhafens Wien-Lobau, einem der Wiener Häfen, deutlich zu erkennen. Die restlichen drei Kanalstücke (DOK II–IV) werden hauptsächlich als Bade- und Fischgewässer genutzt. Die Abschnitte DOK III–IV wurden ab den 1960er Jahren parzelliert und sind nun in einer Art Kleingartensiedlung bestehend, diese Teile liegen außerhalb der Lobau und allergrößtenteils (nur ein kleiner Teil des DOK III liegt in Wien) auf dem Gebiet Niederösterreichs. DOK II, mit einer Länge von rund 1,2 Kilometer, liegt im Gebiet des Naturschutzgebiets Lobau im Nationalpark Donau-Auen, ist im Gegensatz zu den anderen zwei Kanalteilen (III–IV) naturbelassen und dient als Badesee. Der in der Lobau gelegene Teil des Donau-Oder-Kanals ist auch der breiteste und größte der vier fertiggestellten Kanalabschnitte.
Kanal-Becken II und III werden von der Stadt Wien auch als Zweierkanal und Dreierkanal bezeichnet. Anrainer bilden die Wassergenossenschaft zur Reinhaltung und Sanierung des DOK IV.
Zwischen 1964 und 1970 wurde ein Teil der alten Pläne durch die Volksrepublik Polen wieder aufgegriffen und der Abzweig vom Gleiwitzer Kanal vollendet. Das fertiggestellte, nur wenige Kilometer lange Teilstück wird jetzt als Kandrziner Kanal (poln. Kanał Kędzierzynski) bezeichnet und dient als Verbindung zwischen den Stickstoffwerken Azoty Kędzierzyn AG und der Oder.

## Aktuelle Planungen
Noch in den 1990er Jahren wurde sowohl in Österreich als auch in Tschechien für einen Weiterbau geworben. Allerdings gab es massive ökologische Bedenken. Der WWF präsentierte 1999 eine Studie, nach der bei einem Bau insgesamt 61 Naturschutzgebiete mit einer gesamten Fläche von 400.000 Hektar betroffen wären, wie es sonst nirgends in Europa vorkäme. Trotz dieser Bedenken verfolgten Polen und Tschechien die Pläne weiter; eine Kostenschätzung ging 2018 von Kosten in Höhe von 10,9 Mrd. € aus. In Tschechien wurde trotz aller Kritik mit den Vorbereitungen für ein erstes Teilstück begonnen.
Nicht nur der Kanalbau selbst, sondern auch der erforderliche Ausbau der vorhandenen Flüsse für die Handelsschifffahrt – insbesondere der Oder – haben heftige Kritik der Naturschützer an der projektierten europäischen Wasserstraße E 30 hervorgerufen.  Dazu hatte 2015 der deutsche Verkehrsminister ein umstrittenes deutsch-polnisches Wasserstraßenabkommen unterzeichnet. Auf dessen Basis betreibt Polen den Oder-Ausbau weiter, trotz einer gegenteiligen polnischen Gerichtsentscheidung. Nach der Umweltkatastrophe mit massivem Fischsterben hat die deutsche Umweltministerin Lemke 2022 den Stopp des Oderausbaus von Polen gefordert.
2023 hat Tschechien das Vorhaben des Kanalbaus aufgegeben und entsprechende Korridore und Flächen für andere Zwecke freigegeben. Damit ist das seit Jahrzehnten umstrittene Projekt einer Schifffahrtsverbindung von der Ostsee zur Donau (Schwarzes Meer) wohl endgültig abgesagt.

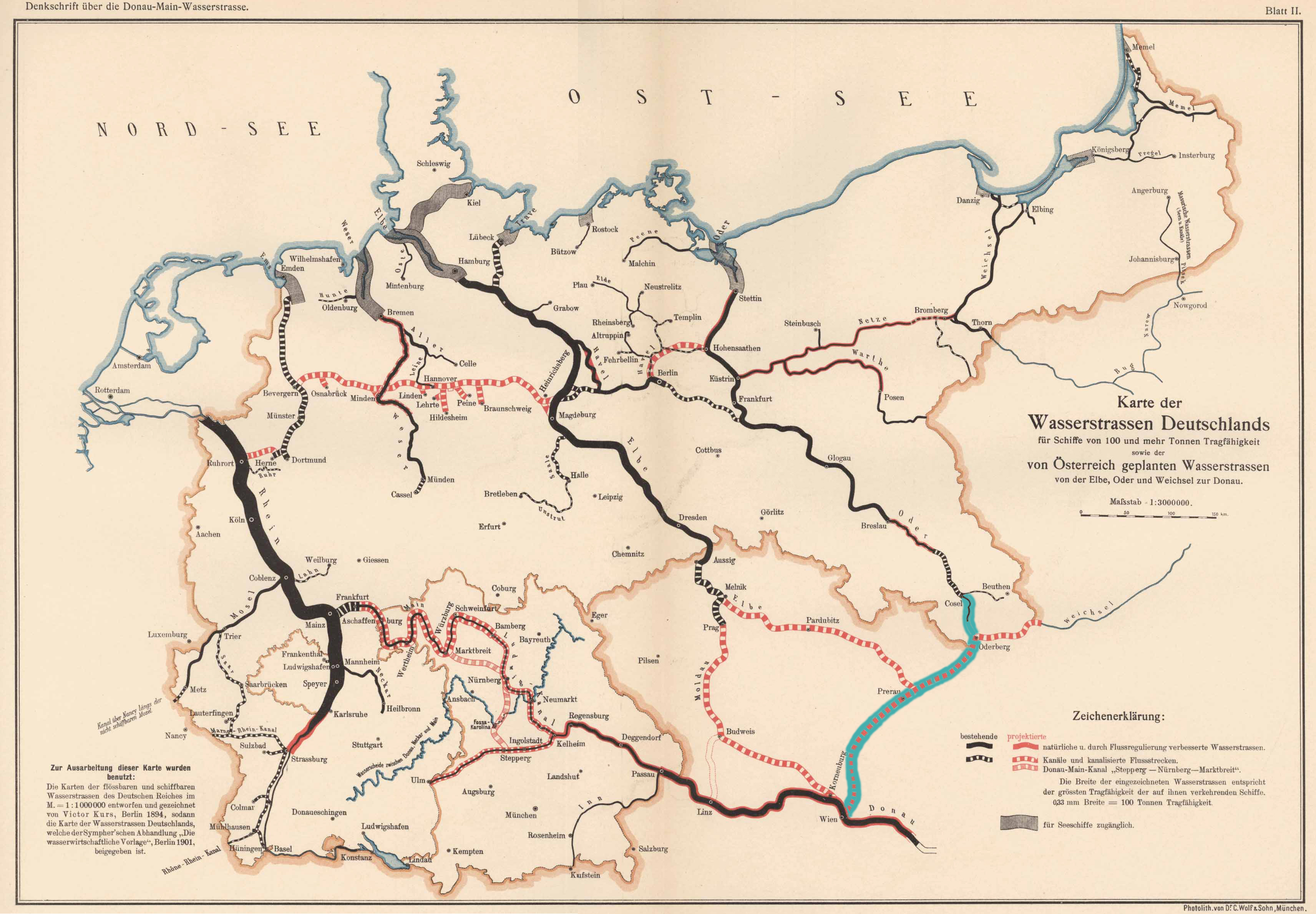
Bestehende und geplante Wasserstraßen in Deutschland und Österreich, 1903 – der Donau-Oder-Kanal ist türkis hervorgehoben
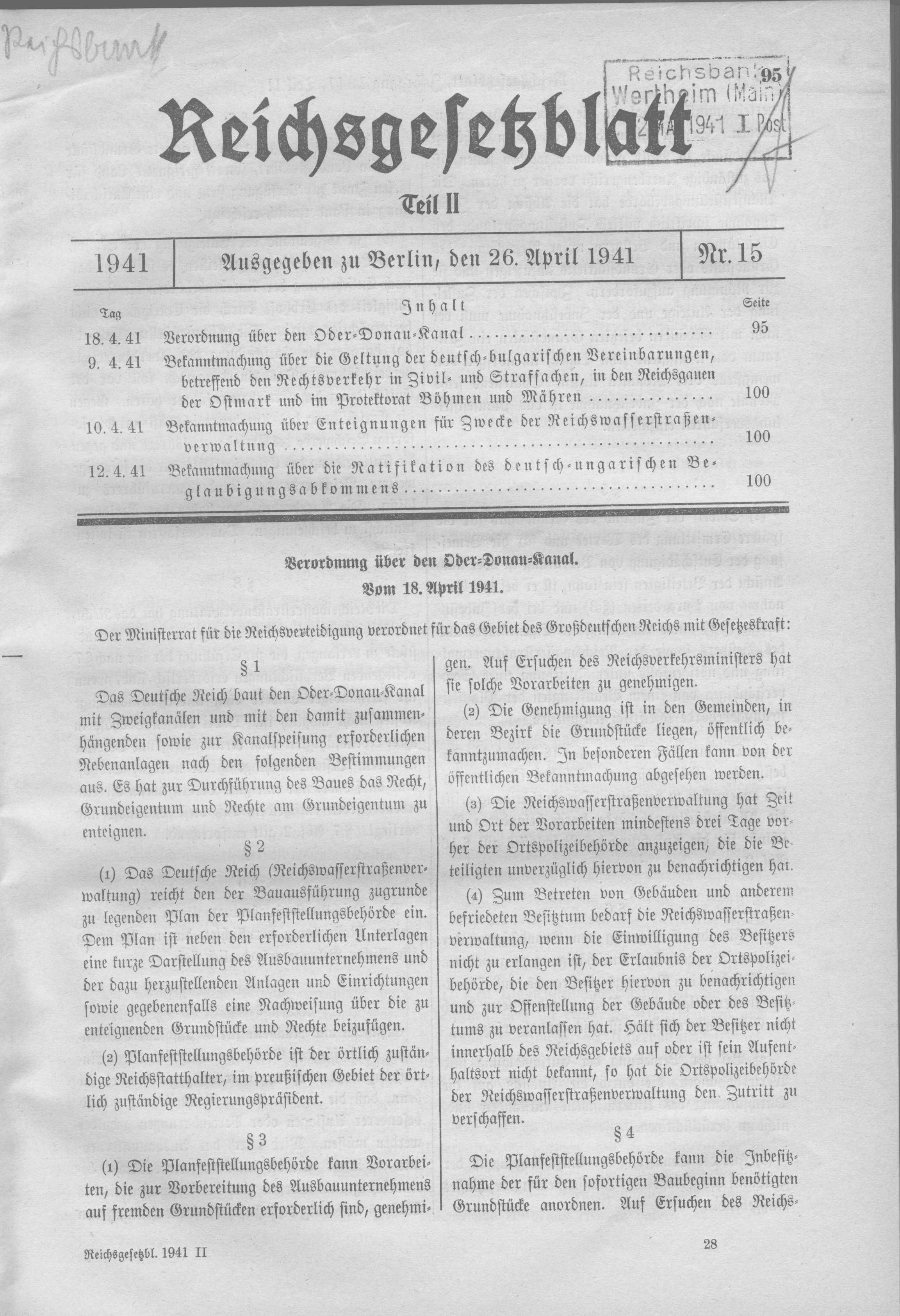
Verordnung über den Oder-Donau-Kanal vom 18. April 1941 im deutschen Reichsgesetzblatt
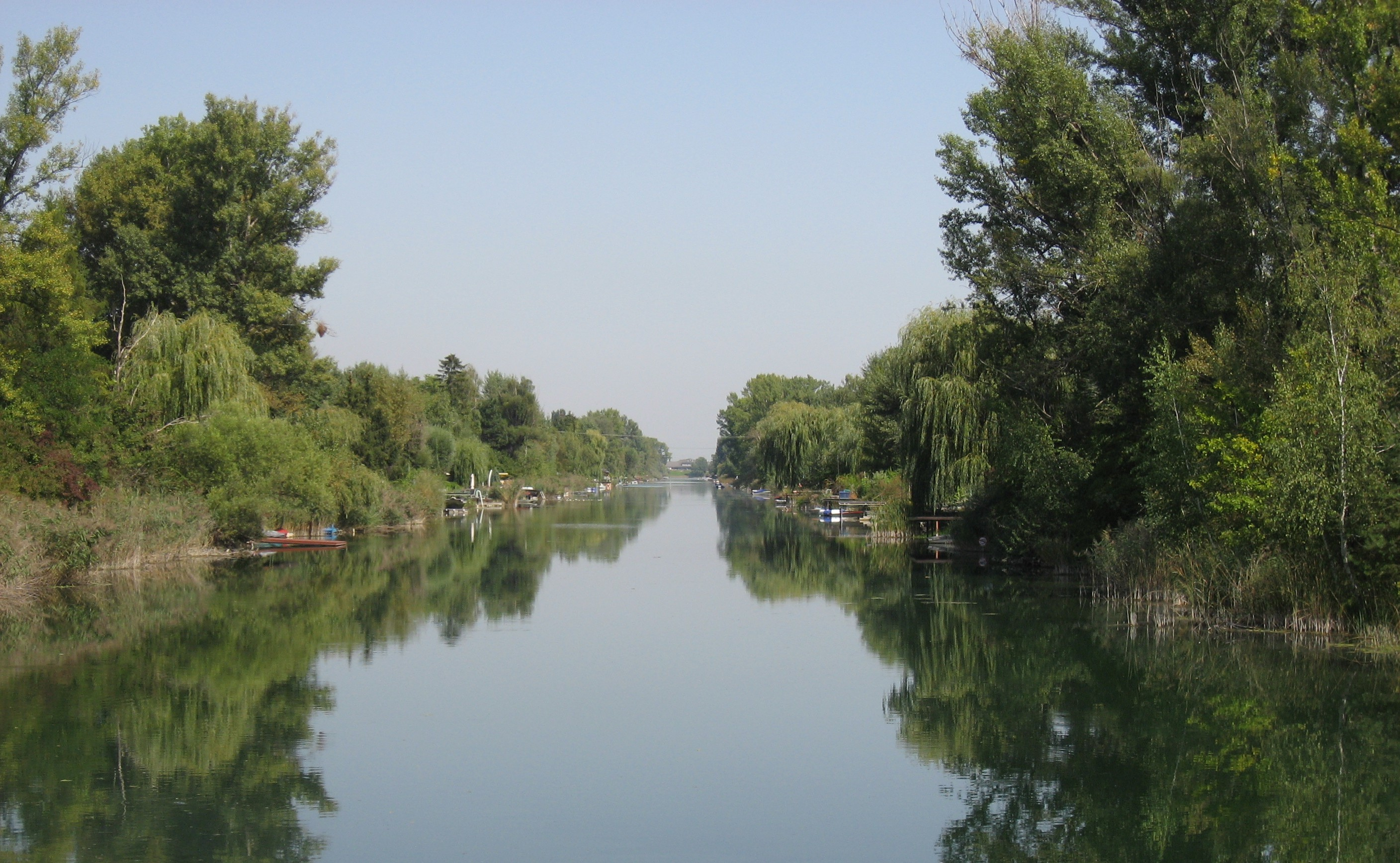
Anfangsstück des Donau-Oder-Kanals Wien-Donaustadt
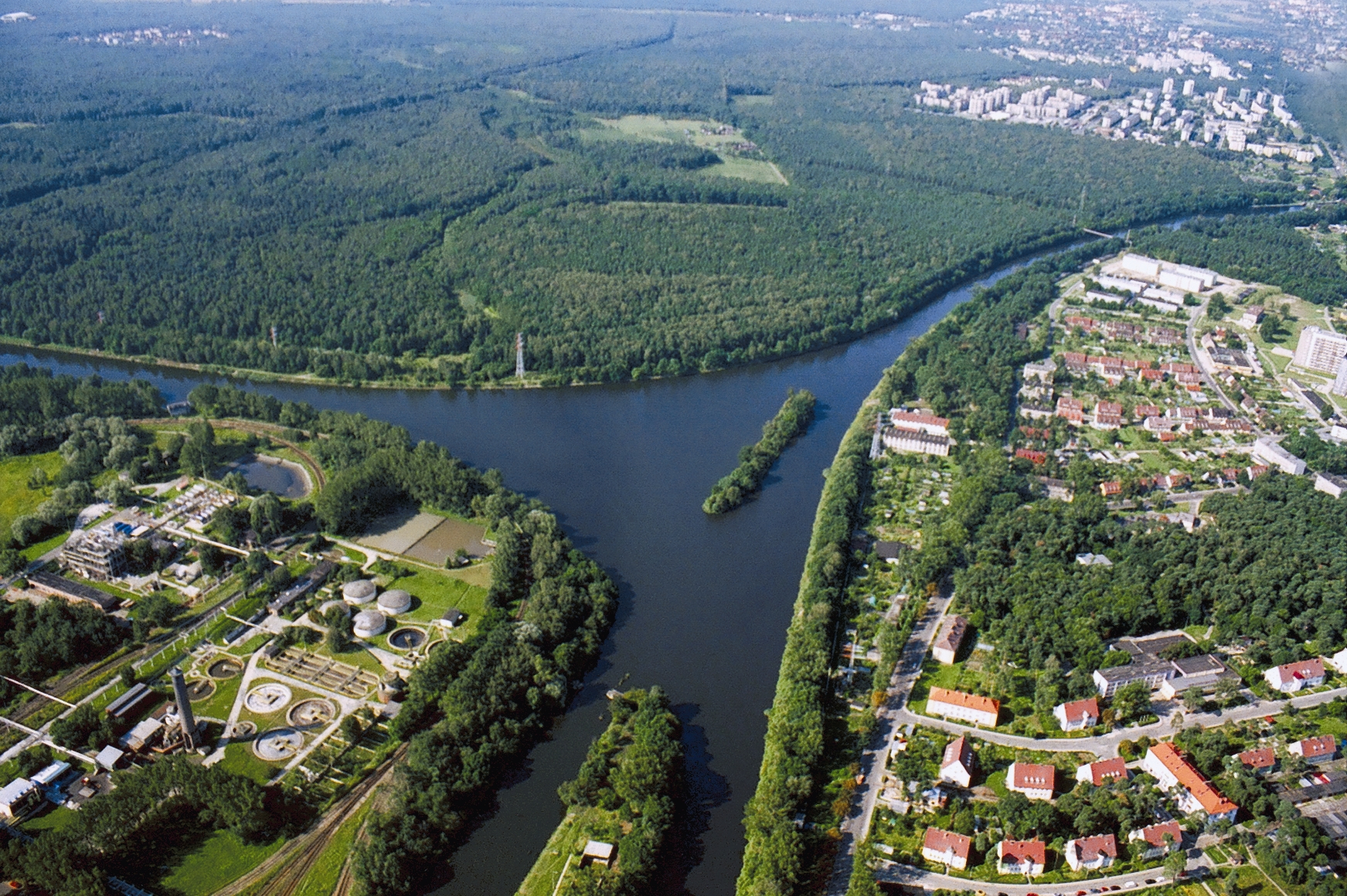
Verbindungsstelle des Kandrziner Kanals bei Nowa Wieś, Polen